# Näs kyrka, Jämtland
Näs Kyrka ligger i Näs i Östersunds kommun och tillhör Näs församling i Härnösands stift. 

## Kyrkobyggnaden
Kyrkans nuvarande utseende är från 1760-talet, men stora delar av kyrkobyggnaden har funnits sedan Jämtland kristnades. Dörren med vikingamotiv, placerad in till sakristian, är av experter daterad till 1100-talet. 

## Inventarier
Gamla dopfunten från 1100-talet, unikt skuren ur ett trästycke med otrolig ornamentik, förvaras idag på Historiska museet i Stockholm som en av landets främsta reliker, men en replik kan beskådas på Jamtli. Dopängeln som nu används skapades 1802 av Jonas Edler. 
Altartavlan och den mindre under är målade 1769 av Erik Nordlander. Altaruppsats, predikstol, korbåge, korskrank och altarring i rokoko är allt utfört av Johan Edler den äldre. Anders Berglin från Östnår målade bland annat predikstolen och tavlan ovanför. Denna medeltidskyrka, som anses vara en av Jämtlands vackraste, har förändrats flera gånger men fick sitt nuvarande utseende 1820 då tornet invigdes. I slutet av 1990-talet fick kyrkan ny vävd gångmatta, vävd kormatta med motiv inspirerat helt utifrån kyrkan och omgivningen samt ett vackert bårtäcke skapat i lappteknik.